# Sârbi (Vaslui)
Sârbi ist ein rumänisches Dorf im Kreis Vaslui. Es liegt auf einer Höhe von etwa 74 Metern über dem Meeresspiegel. Der Name des Dorfes Sârbi ist bedeutungsgleich mit der rumänischen Bezeichnung für die Serben.

## Quelle
- Geographie Sârbi